# Gare de Saint-Cyr-Les Lecques - La Cadière
Pour les articles homonymes, voir Gare de Saint-Cyr (homonymie).
La gare de Saint-Cyr-Les Lecques - La Cadière est une gare ferroviaire française de la ligne de Marseille-Saint-Charles à Vintimille (frontière), située sur le territoire de la commune de Saint-Cyr-sur-Mer, dans le département du Var en région Provence-Alpes-Côte d'Azur. Elle est au cœur du village, à 2 kilomètres de la plage des Lecques et à 7 kilomètres du village perché de La Cadière-d'Azur.
Elle est une gare de la Société nationale des chemins de fer français (SNCF), desservie par des trains express régionaux TER Provence-Alpes-Côte d'Azur.

## Situation ferroviaire
La gare de Saint-Cyr-Les Lecques - La Cadière est située au point kilométrique (PK) 43,156 de la ligne de Marseille-Saint-Charles à Vintimille (frontière), entre les gares de La Ciotat - Ceyreste et de Bandol.
Son altitude est de 26 m.

## Service des voyageurs

### Accueil
Gare SNCF, elle dispose d'un bâtiment voyageurs, avec guichet, ouvert tous les jours. Elle est équipée d'automates pour l'achat de titres de transport et d'afficheurs légers numériques sur chaque quai pour les prochains départs et informations conjoncturelles (travaux, perturbations, etc.).

### Desserte

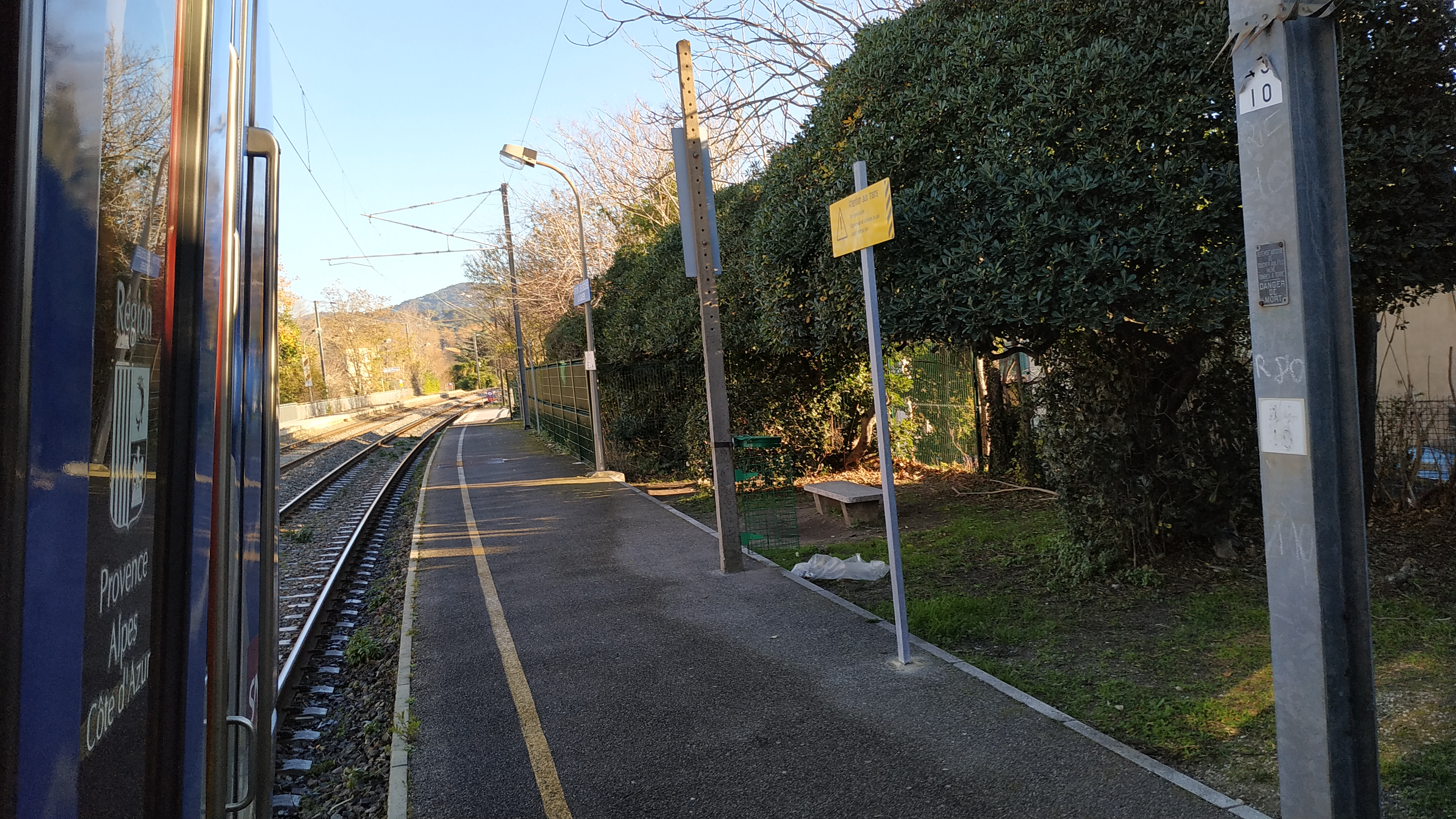
Un TER à Saint-Cyr-Les Lecques - La Cadière.

Saint-Cyr-Les Lecques - La Cadière est desservie par les TER Provence-Alpes-Côte d'Azur de la ligne de Marseille à Toulon et Hyères.
Depuis le 14 décembre 2008, la desserte est partiellement cadencée sur la base d'un train toutes les heures, ou toutes les demi-heures le matin et le soir, soit 26 trains par jour dans chaque sens en semaine, dont 3 poursuivent au-delà de Toulon jusqu'à Hyères.

### Intermodalité
Un parc pour les vélos et un parking pour les véhicules sont aménagés. 

## Projets
Dans le cadre de la modernisation de la ligne à l'initiative du conseil régional PACA, RFF avait proposé de déplacer la gare vers l'ouest afin d'y ouvrir une ou deux voies supplémentaires favorisant le passage sans arrêt des trains directs. Mais l'enquête publique préalable a fait apparaître une forte opposition des usagers locaux à ce déplacement[réf. nécessaire].

## La gare dans la culture
- C'est dans cette gare qu'est censée se jouer l'intrigue du sketch des Robins des Bois « Est-il difficile de jouer Phèdre près d'une gare », l'un des plus célèbres sketchs de la troupe[5].